# Microcaecilia supernumeraria
Microcaecilia supernumeraria es una especie de anfibio gimnofión de la familia Caeciliidae.
Es endémica de Brasil: se halla en el estado de São Paulo.
Sus hábitats naturales incluyen bosques secos tropicales o subtropicales, plantaciones, jardines rurales, zonas previamente boscosas ahora muy degradadas.